# 胸半棘筋
胸半棘筋（きょうはんきょくきん、英語: semispinalis thoracis muscle）は、長背筋のうち、斜胸の深層に位置する筋肉である。半棘筋のうち、頭半棘筋と頸半棘筋、胸半棘筋の3部に分けられたものの一方である。第7～12胸椎横突起を起始とし、斜側上方に向かって走り、第6頸椎～第4胸椎棘突起に付着する。
頭部および脊柱の後屈、側屈、反対側への回旋を行う。